# Гидротермальные месторождения
Гидротермальные месторождения (гидро… и греч. Iherine — тепло) — месторождения полезных ископаемых, образующиеся из осадков циркулирующих в недрах Земли гидротермальных растворов. Источниками гидротермальных растворов могут служить: 
- магматическая вода, отделяющаяся из магматических расплавов в процессе их застывания или формирования изверженных минералов;
- метаморфическая вода, высвобождающаяся в глубоких зонах земной коры из водосодержащих минералов при их перекристаллизации;
- захороненная вода в порах морских осадочных пород;
- вода, проникающая по водопроницаемым пластам в глубины Земли.

Гидротермальные месторождения формируются в широком интервале — от поверхности Земли на глубине свыше 10 км при оптимальных температурах 100—1000°С. Распространенной формой гидротермальных месторождений являются жилы, штокверки, пластообразные и неправильные по очертаниям залежи длиной до нескольких километров при ширине от нескольких сантиметров до десятков метров. По составу преобладающих минералов выделяют типы гидротермальных руд: 
1) сульфидные — месторождения меди, цинка, свинца, молибдена, висмута, никеля, кобальта, сурьмы, ртути; 
2) окисные — месторождения железа, вольфрама, тантала, ниобия, олова, урана; 
3) карбонатные — некоторые месторождения железа и марганца; 
4) силикатные — создают месторождения неметаллических полезных ископаемых (асбест, слюды) и некоторые месторождения редких металлов (бериллий, литий, торий, редкоземельные элементы). 
В Казахстане гидротермальные месторождения встречаются в Центральном Казахстане, Алтае, Тарбагатае, Мугалжарах, Каратау, Жетысу Алатау, Талас Алатау.